# Medaglia commemorativa per l'800º anniversario di Nižnij Novgorod
La medaglia commemorativa per l'800º anniversario di Nižnij Novgorod' (in russo Медаль «В память 800-летия Нижнего Новгорода»?) è un premio statale della Federazione Russa.

## Storia
La medaglia è stata istituita il 30 luglio 2005 per commemorare l'ottocentesimo anniversario della fondazione di Nižnij Novgorod, capoluogo dell'omonima oblast' e del circondario federale del Volga.
Le prime medaglie sono state assegnate da Gleb Nikitin, governatore dell'oblast' di Nižnij Novgorod, il 12 giugno 2021.

## Assegnazione
La medaglia viene assegnata a:
- residenti della città di Nižnij Novgorod che abbiano partecipato alla seconda guerra mondiale;
- residenti della città di Nižnij Novgorod premiati con ordini e medaglie dell'Unione Sovietica per il lavoro disinteressato e valoroso durante la seconda guerra mondiale;
- lavoratori del fronte interno che abbiano lavorato nella città di Nižnij Novgorod per almeno sei mesi durante la seconda guerra mondiale;
- cittadini che abbiano dato un contributo significativo allo sviluppo della città di Nižnij Novgorod.[1]

La medaglia è indossato sul lato sinistro del petto e, in presenza di altri premi statali della Federazione Russa, viene posta dopo la medaglia commemorativa per il 1000º anniversario di Kazan'.
Ogni medaglia è accompagnata da un certificato di premiazione che ha la forma di un piccolo libretto di cartone di 8 cm per 11 cm con il nome del premio, i dettagli del destinatario e il sigillo ufficiale e una firma all'interno.

## Insegne
La medaglia giubilare è realizzata in ottone e ha la forma di un cerchio del diametro di 32 mm. I contorni della medaglia sono delimitati da un bordo convesso su entrambi i lati.
Sul dritto della medaglia vi è l'immagine di una sezione delle mura del cremlino di Nižnij Novgorod con al centro la Torre Dmitrievskaya. A destra della torre è presente un'immagine della cattedrale del Santo Principe Aleksandr Nevskij mentre a sinistra della torre vi è un'immagine della cattedrale dell'Arcangelo Michele. Nella parte superiore della medaglia, lungo la circonferenza, è presente l'iscrizione: "IN MEMORIA DELL'800º ANNIVERSARIO DI NIZHNY NOVGOROD" (in russo: "В ПАМЯТЬ 800-ЛЕТИЯ НИЖНЕГО НОВГОРОДА").
Sul rovescio della medaglia, al centro, è presente l'immagine dello stemma della città di Nižnij Novgorod (uno scudo incorniciato sui lati e sul fondo con un nastro, sullo scudo è presente l'immagine di un cervo con corna ramificate che cammina verso sinistra, sopra lo scudo è presente l'immagine stilizzata della parte superiore della Torre Dmitrievskaya circondata da un cerchio con una corona d'alloro). Sotto lo stemma, lungo la circonferenza della medaglia, sono riportati i numeri "1221-2021". Lungo la circonferenza della medaglia vi sono a sinistra un ramo di alloro e a destra uno di quercia.
Tutte le immagini, le iscrizioni e i numeri sulla medaglia sono in rilievo.
La medaglia, con l'aiuto di un occhiello e di un anello, è collegata a un blocco pentagonale ricoperto da un nastro di seta moiré bianca con due strisce longitudinali nere lungo i bordi e una striscia longitudinale rossa al centro. Il nastro è largo 24 mm, la striscia nera 2 mm e quella rossa 4 mm.